# DF-31

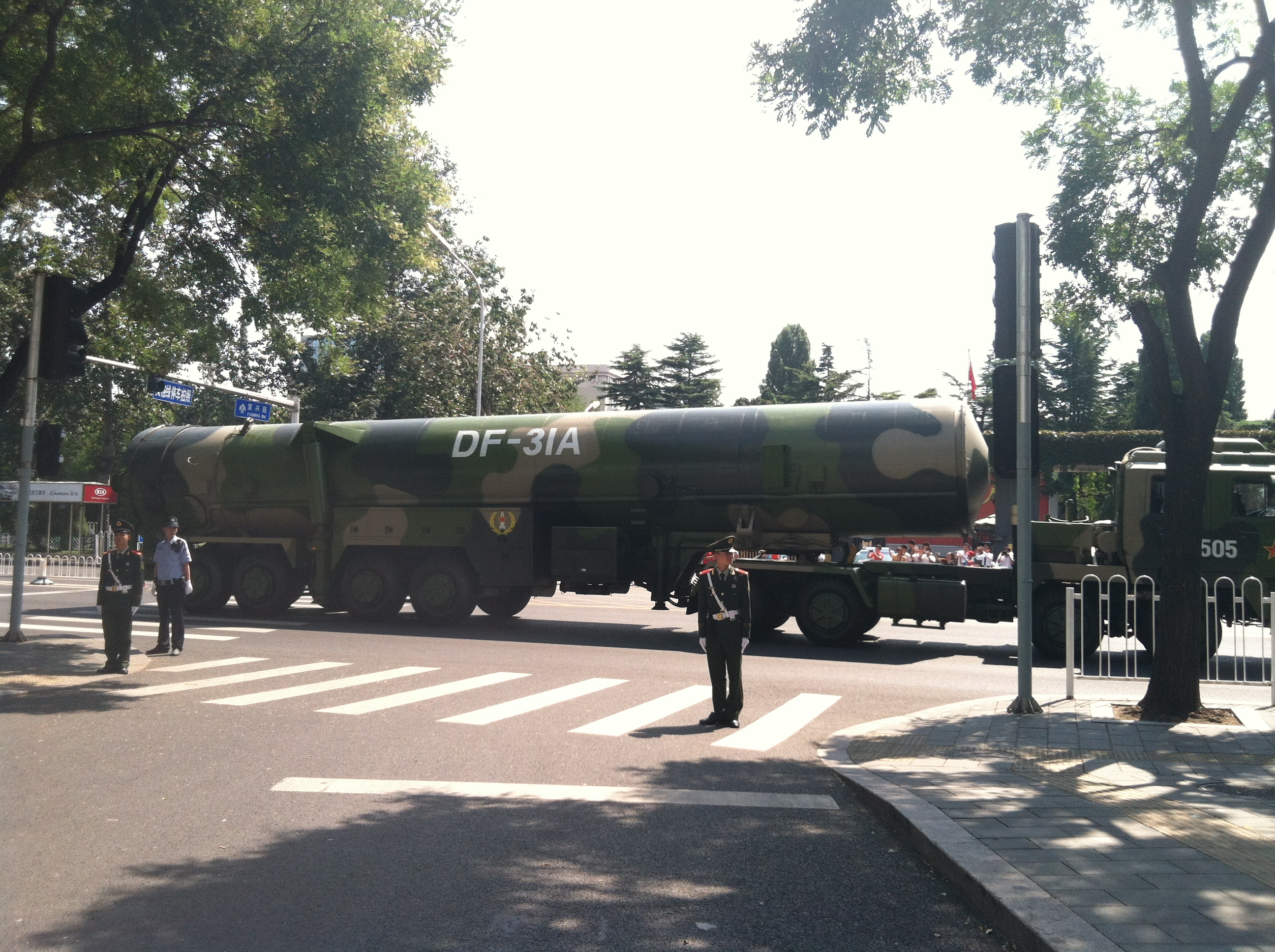
Tên lửa DF-31A sau cuộc duyệt binh năm 2015

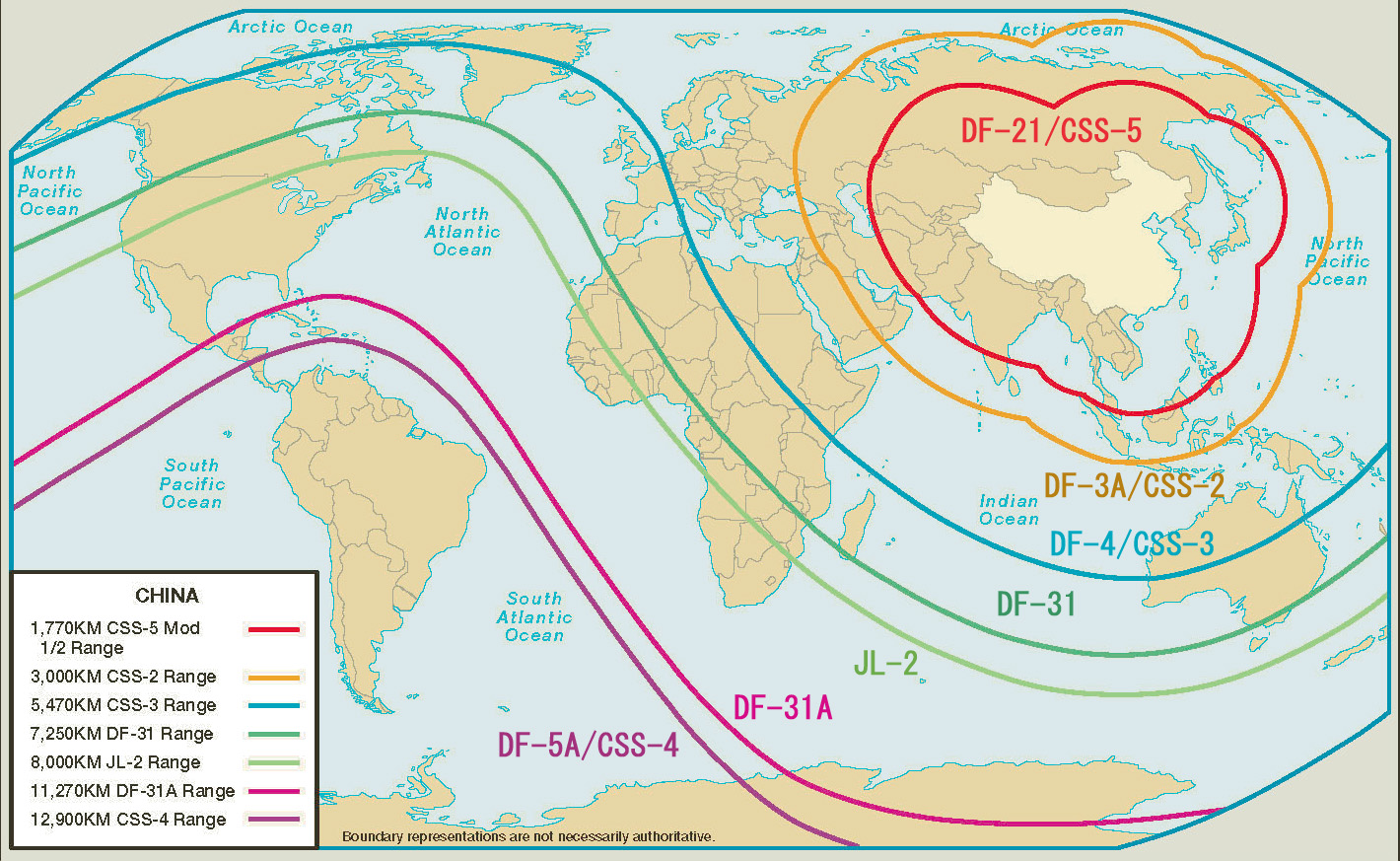
Tầm bắn của nhiều loại tên lửa Trung Quốc (năm 2007); Tầm bắn của DF-31 được đánh dấu màu xanh lá.

DF-31 (Hán Việt: Đông Phong 31; giản thể: 东风-31; phồn thể: 東風-31; bính âm: Dongfeng 31; nghĩa đen 'Gió Đông 31'; tên định danh NATO: CSS-10) là một loại tên lửa đạn đạo liên lục địa (ICBM) thế hệ thứ ba thuộc dòng tên lửa Đông Phong do Trung Quốc phát triển và chế tạo. Nó được thiết kế để mang một đầu đạn nhiệt hạch có sức công phá 1 megaton. DF-31 là phiên bản phóng từ đất liền của tên lửa đạn đạo phóng từ tàu ngầm JL-2. Năm 2009, kho vũ khí của Trung Quốc ước tính có khoảng dưới 15 tên lửa DF-31 và dưới 15 tên lửa DF-31A. Trung tâm Tình báo Không gian và Không quân Quốc gia Hoa Kỳ ước tính đến tháng 6 năm 2017, có từ năm đến mười bệ phóng Mod 1, và hơn mười lăm bệ phóng Mod 2 đã được triển khai hoạt động.

## Phát triển
Trung Quốc bắt đầu phát triển DF-31 vào tháng 1 năm 1985. Học viện Công nghệ Động cơ Tên lửa (lúc đó gọi là Học viện Hàng không Vũ trụ số 4) được giao làm nhà thầu chính của dự án, cùng với sự hỗ trợ từ bộ phận nghiên cứu thuộc Quân đoàn Pháo binh số 2 (SAC). Phiên bản trên bộ của tên lửa JL-2 ban đầu được gọi là DF-23 nhưng sau đó đổi thành DF-31 do có những thay đổi về yêu cầu hoạt động. Năm 1999, tên lửa lần đầu tiên được công khai trước công chúng tại Lễ duyệt binh mừng Ngày Quốc khánh. Ngày 2 tháng 8 năm 1999, phương tiện truyền thông nhà nước Trung Quốc đưa tin nước này thử nghiệm thành công DF-31. Đợt bắn thử nghiệm thứ hai diễn ra đầu năm 2000, đợt thử nghiệm thứ ba là vào ngày 4 tháng 11 năm 2000. Việc đưa tên lửa vào biến chế sẵn sàng chiến đấu được cho là bắt đầu vào năm 2006. Năm 2009, Cơ quan Tình báo Không quân Hoa Kỳ báo cáo rằng Trung Quốc đã triển khai trực chiến không quá 15 tên lửa DF-31.

## Thiết kế
DF-31 là tên lửa nhiên liệu rắn ba tầng sử dụng hệ thống dẫn đường quán tính; tầm bắn của nó có khả năng vươn tới các mục tiêu trên khắp Châu Âu, Châu Á, một số vùng của Canada và Tây Bắc Hoa Kỳ.

## DF-31A
Trung Quốc đã phát triển một phiên bản nâng cấp của tên lửa DF-31 có tên là DF-31A. Phiên bản này có tầm bắn 13.200 km, cho phép tấn công các mục tiêu trên khắp lục địa Mỹ, nó được thiết kế để mang đầu đạn MIRV, trong đó chứa từ 3 đến 5 đầu đạn con, mỗi đầu đạn có sức công phá 90 kt, tuy nhiên, tên lửa thường chỉ được trang bị một đầu đạn với khả năng xuyên phá và mồi nhử để gây khó khăn cho đối phương trong việc đánh chặn tên lửa. DF-31A lần đầu xuất hiện trong lễ duyệt binh ngày 3 tháng 9 năm 2015 để kỷ niệm 70 năm kết thúc chiến tranh thế giới thứ hai.

## DF-31AG / DF-31B
DF-31B hay DF-31AG (G viết tắt của 改 (Gaï), nghĩa là "đã sửa đổi") là phiên bản cải tiến của DF-31A, trang bị đầu đạn MIRV và mang theo bởi xe phóng di động. Trung Quốc cũng đã thử nghiệm thành công phiên bản này từ một bệ phóng di động. Xe phóng của DF-31AG không giống với DF-31 và DF-31A vì nó có thêm một cặp thang máy ở gần phía sau tên lửa, điều này cho thấy tên lửa có tầng thứ hai và thứ ba nặng hơn so với các phiên bản trước. DF-31AG chính thức xuất hiện trong lễ duyệt binh năm 2017 kỷ niệm 90 năm thành lập quân đội Trung Quốc.